# Dudelange
Dudelange (luxemburgi nyelven: Diddeleng, németül: Düdelingen) város Luxemburgban, az ország negyedik legnépesebb városa. Lakosainak száma 22 043 fő (2024. január 1.). Dudelange a francia határ közelében található.
A község magában foglalja Budersberg kisebb városát is, ami északnyugatra fekszik Dudelangétól. Mont Saint-Jean és Budersberg közelében található egy középkori vár romjai.
Dudelange egy fontos ipari város, amely az 1900-as években nőtt ki a három faluból és egy acélgyárból, ami az ARBED acélgyártó cég volt, mely később az ArcelorMittal-tal egyesült. Dudelange-ban hozták létre az első luxemburgi integrált acélművet. 1989-ben a Kulturális Minisztérium égisze alatt megalakult egy kulturális intézet, a National National de l'audiovisuel (CNA), ami itt található ls bemutatja Luxemburg audiovizuális és fényképészeti örökségét. Az épületben két képernyős mozi, étterem és egy képzőművészetre összpontosító könyvtár is található.
A Dudelange-ban van az elmúlt idők legsikeresebb luxemburgi futballklubja, az F91 Dudelange, ami 2000 és 2011 között kilenc nemzeti címet nyert.

## Földrajz
Dudelange a Minetts-medence szélén, a Ruisseau des Quatre Moulins folyó völgyében fekszik.

## Testvérvárosok
- Berane, Montenegró
- Feltre, Olaszország
- Lauenburg, Németország
- Lębork, Lengyelország
- Manom, Franciaország

## Fordítás
- Ez a szócikk részben vagy egészben  a   Dudelange című angol Wikipédia-szócikk fordításán alapul.  Az eredeti cikk szerkesztőit annak laptörténete sorolja fel. Ez a jelzés csupán a megfogalmazás eredetét és a szerzői jogokat jelzi, nem szolgál a cikkben szereplő információk forrásmegjelöléseként.